# Anne-Marie Blanc
Anne-Marie Blanc (Vevey, 2 september 1919 - Zürich, 5 februari 2009) was een Zwitserse actrice.

## Biografie

### Afkomst en opleiding
Anne-Marie Blanc was een dochter van Louis Blanc, die ambtenaar was hij het kadaster, en van Valentine Chevallier. Ze was getrouwd met filmproducent Heinrich Fueter. Na haar schooltijd in Bern volgde ze een acteursopleiding bij Ernst Ginsberg en Ellen Widmann.

### Carrière
Blanc speelde van 1938 tot 1952 in het Schauspielhaus in Zürich de 1938 à 1952. Ze verwierf nationale bekendheid met haar hoofdrol in de film Gilberte de Courgenay uit 1941. Na de Tweede Wereldoorlog speelde ze ook in buitenlandse films, waaronder On ne meurt pas comme ça uit 1946 en White Cradle Inn uit 1947. Ze speelde in het stedelijk theater en het komedietheater van Bazel, het stedelijk theater van Luzern en het Ateliertheater in Bern, maar ook in Duitsland en Oostenrijk. Ze maakte tevens televisieprogramma's voor zowel de SRG SSR als de ARD en de ZDF. Later speelde ze ook nog mee in de films Riedland (1975) en Violanta (1976).

## Onderscheidingen
- Hans-Reinhart-Ring (1986)
- Masque d'Or (1997)